# Roll Deep
Roll Deep – brytyjski zespół hip-hopowy. Został założony w 2002 roku. Ich debiutancki album, In at the Deep End został wydany w czerwcu 2005. 8 listopada 2010 odbyła się premiera ich kolejnego studyjnego albumu zatytułowanego Winner Stays On.

## Dyskografia
Albumy
- In at the Deep End (2005)
- Rules and Regulations (2007)
- Return of the Big Money Sound (2008)
- Street Anthems (2009)
- Winner Stays On (2010)
- X (2012)

Kompilacje
- Street Anthems (2009)

Mixtape'y
- Creeper Vol. 1(2004)
- Creeper Vol. 2 (2004)
- Roll Deep Presents Grimey Vol 1 (2006)
- Say No More (2010)

Single
- "The Avenue" (2005)
- "Shake a Leg" (2005)
- "Good Times" feat. Jodie Connor (2010)
- "Green Light" feat. Tania Foster (2010)
- "Take Control" feat. Alesha Dixon (2010)
- "Picture Perfect" (2012)